# Then It Fell Apart
Then It Fell Apart je druhá autobiografická kniha amerického hudebníka Mobyho. Vydána byla 2. května roku 2019 nakladatelstvím Faber Social. Jde o pokračování Mobyho první autobiografie, která vyšla roku 2016 pod názvem Porcelain. Zatímco v první knize se věnoval období, které začíval před albem Play (1999), tedy předtím, než se proslavil, v této knize se zabývá svou pozdější kariérou, obdobím slávy.